# Foramen magno
Foramen magnum, también conocido como agujero magno o agujero occipital, es el nombre del orificio mayor situado en la parte posteroinferior del cráneo (base del cráneo, piso témporo occipital), a través del cual se establece la continuidad del sistema nervioso central hacia el raquis.
Por el agujero magno van a pasar: el bulbo raquídeo, sus meninges, las arterias vertebrales y sus ramos meníngeos, y también los nervios espinales. 
Una de las grandes diferencias anatómicas del hombre actual con los demás homínidos es el ángulo de la articulación del atlas con el foramen magnum; en los homínidos el atlas articula en un plano oblicuo con el foramen magnum, mientras que en el hombre el plano de esta articulación es paralela al suelo. En la evolución del hombre, cuanto más bajo estuviera el foramen magnum, más erguida era la posición de la especie, lo que implicaba un mayor bipedismo.
Por ejemplo, en el Australopithecus afarensis el foramen magno aparece en una posición intermedia, un poco más hacia atrás que en el hombre, pero no tanto como en el chimpancé.